# Ighil Ali
Ighil-Ali là một đô thị thuộc tỉnh Béjaïa, Algérie. Dân số thời điểm năm 2002 là 10.546 người.